# تیو استرپتون
تیو استرپتون (به انگلیسی: Thiostrepton) با فرمول شیمیایی C72H85N19O18S5 یک ترکیب شیمیایی با شناسه پاب‌کم 16130278 است. که جرم مولی آن ۱۶۶۴٫۸۳ گرم بر مول می‌باشد. شکل ظاهری این ترکیب، پودر سفید است.